# Thrice
I Thrice sono una band post-hardcore statunitense formatasi nel 1998 ad Irvine, California, da quattro compagni conosciutisi al liceo e facendo skating. Ispirato dallo stile degli At the Drive-In, il gruppo ha mantenuto una formazione costante nel corso degli anni e ha pubblicato 7 album in studio, oltre a numerosi EP e singoli.

## Storia del gruppo

### Gli inizi
Dustin Kensrue (cantante e chitarrista) e Teppei Teranishi (chitarrista) si conobbero a scuola e perché, in precedenza, avevano suonato in un'altra band dal nome sconosciuto. Nel momento in cui decisero di fondare un altro gruppo, Teppei reclutò il suo amico con cui era solito andare in skate Eddie Breckenridge per suonare il basso, il quale a sua volta coinvolse suo fratello Riley alla batteria. I quattro scelsero il nome Thrice perché, come rivelato solo nel 2006, un po' per disperazione e un po' per scherzo.
Nel 1999, la band pubblicò un EP autoprodotto intitolato First Impressions, registrato in soli due giorni negli "A-Room Studios" con Brian Tochilin. Di questo album vennero stampate solo 1 000 copie, che vennero vendute personalmente dai componenti. Lavorando insieme al bassista dei Death by Stereo Paul Miner, i quattro registrarono 12 nuove tracce, che nell'aprile del 2000 entrarono a far parte del secondo album Identity Crisis, pubblicato dall'etichetta Greenflag Records. Una parte degli introiti dalla vendita del disco furono donate dalla band ad un'associazione di beneficenza locale chiamata "Crittenton Services for Children and Families". Il successo locale pose l'attenzione delle etichette discografice Hopeless Records e Sub City Records sui Thrice. Nel 2001, Louis Posen (fondatore dell'etichetta) siglò un accordo con la band, che prevedeva anche la ripubblicazione dell'album Identity Crisis, e l'inizio di una serie di tour con i Samiam, cui seguirono concerti con le band Midtown and Hot Rod Circuit.

### The Illusion of Safety
I Thrice rientrarono in studio col produttore Brian McTernan per registrare l'album di debutto con la nuova etichetta Hopeless Records/Sub City Records, intitolato The Illusion of Safety. Il disco venne pubblicato nel febbraio 2002 e venne seguito da un tour intenso. Ancora una volta, i componenti decisero di devolvere parte degli introiti in beneficenza, questa volta all'associazione no-profit di Los Angeles "A Place Called Home"; a quest'operazione si unì anche la casa discografica
L'album ricevette numerose recensioni positive suscitando l'interesse di alcune major sulla band; questo portò in breve tempo alla sottoscrizione di un accordo con la Island Records (etichetta facente parte della Universal Music Group) che prevedeva anche a carico della nuova label la devoluzione di parte degli introiti in beneficenza come fatto fino ad allora dalla Hopeless Records. Nell'autunno del 2002, la band iniziò un tour con i Hot Water Music ed i Coheed and Cambria prima di tornare in sala d'incisione.

### The Artist in the Ambulance
Nel 2003, il gruppo rilasciò il suo debutto con la nuova etichetta Island Records, The Artist in the Ambulance. Il titolo richiama la rivista Burn Collector di Al Burian e riflette il desiderio della band di contribuire sempre di più in favore della società tramite le proprie donazioni. Infatti, anche in questo caso una parte del ricavato dalla vendita del disco venne devoluto in beneficenza, alla "Syrentha Savio Endowment".
Dall'album furono estratti due singoli, All That's Left e Stare at the Sun. Entrambi i brani ed i relativi video ricevettero scarsi spazi dai mass-media, e per questo motivo la band si impegnò ancora di più nei concerti, aprendo un tour nell'autunno dello stesso anno insieme alla band post-hardcore Thursday ed ai Coheed and Cambria, che ebbe il tutto esaurito negli USA. A questo tour ne fece seguito un altro (denominato "Honda Civic Tour") con Dashboard Confessional, The Get Up Kids, e Hot Water Music.
Nel 2004, la band continuò nei concerti a supporto dell'album The Artist in the Ambulance. All'inizio dello stesso anno, la Island Records pubblicò un disco promozionale (che conteneva una versione alternativa dello stesso disco) che diverrà la base per If We Could Only See Us Now, un CD/DVD relativo all'intera carriera dei Thrice. Il CD/DVD, il cui titolo che prende spunto dal brano So Strange I Remember You, conteneva nel CD alcuni brani dal vivo eseguiti all'Apple Store ed alcune B-sides e venne lanciato durante il Vans Warped Tour dello stesso anno.

### Vheissu

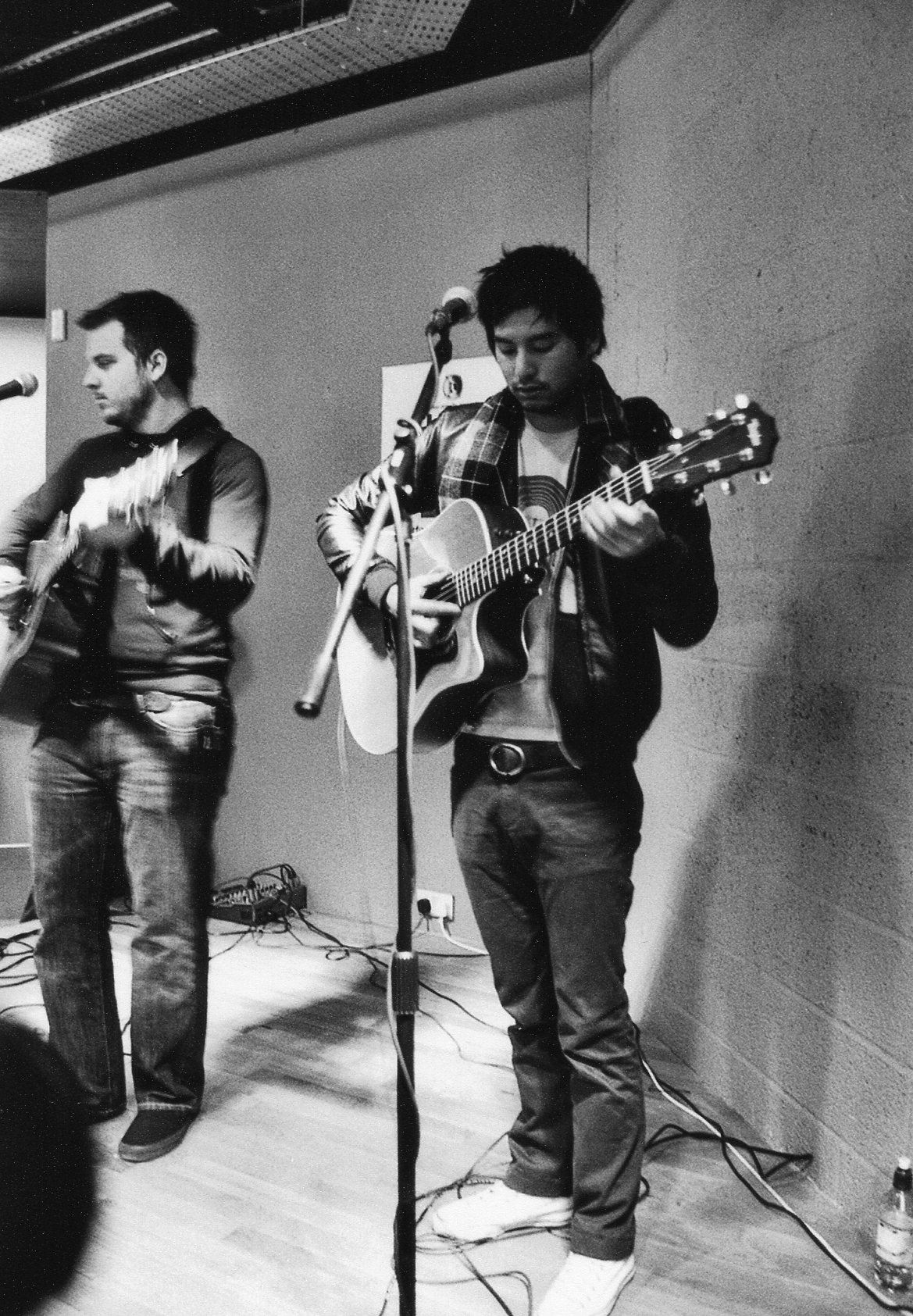
Da destra, Teppei Teranishi e Dustin Kensrue a Southampton, UK, nel 2006.

La band spese gran parte della prima metà del 2005 lavorando col produttore Steve Osborne al proprio quarto album studio. Il risultato fu la pubblicazione di Vheissu, avvenuta il 17 ottobre 2005 unitamente al lancio del brano Image of the Invisible come primo singolo. Nel disco, il cui titolo prese spunto dal romanzo di Thomas Pynchon V., vennero utilizzati un numero decisamente maggiore di strumenti, compresi archi, elettronica, e una Fender Rhodes. Gran parte dei testi dell'album contengono riferimenti a tematiche bibliche, o comunque astratte e religiose. Anche per Vheissu la band decise di devolvere parte dei ricavati in beneficenza, in questo caso ad un progetto in favore di bambini non privilegiati chiamato "826 Valencia".
I Thrice iniziarono un lungo tour a supporto del nuovo lavoro, tra cui spicca la partecipazione al "Taste of Chaos" tour e la performance allo show Jimmy Kimmel Live. Nell'aprile 2006, la band rilasciò un EP Red Sky come secondo singolo estratto dall'album.. Il video del brano venne diretto da Tim Hope, che precedentemente aveva lavorato per Coldplay and Jimmy Eat World. Invece di optare per un tradizionale singolo, i Thrice decisero di pubblicare un EP, che conteneva il brano estratto dall'album unitamente ad altri sei brani, tra cui due inediti e quattro dal vivo.

### The Alchemy Index
Nel settembre 2006, la band annunciò sul proprio sito ufficiale la programmata pubblicazione di un nuovo album (intitolato successivamente come The Alchemy Index). Il disco venne concepito come una serie di quattro diversi EP, che dovevano rappresentare i quattro elementali: terra, aria, fuoco e acqua. Il gruppo mantenne un blog intitolato come "Alchemy Index" durante tutto il periodo di registrazione.
Durante questo periodo venne anche annunciato la separazione dall'etichetta Island Records, a causa di alcune divergenze artistiche in particolare sulle future iniziative da intraprendere. Un accordo venne sottoscritto con la Vagrant Records il 9 agosto 2007.
Il 12 ottobre 2007, i Thrice pubblicarono i primi due brani dall'album The Alchemy Index attraverso il proprio sito su MySpace ricevendo commenti da gran parte dei fans. L'album The Alchemy Index Vols. I & II venne pubblicato di lì a breve il 16 ottobre 2007 e vendette 28 000 copie nella prima settimana, debuttando alla posizione 24 nella classifica Billboard 200 chart, e giunse alla quinta posizione nella classifica degli album più venduti su iTunes. Per promuovere il nuovo disco, la band iniziò un tour insieme a band come mewithoutYou e Brand New, seguito da alcune esibizioni in Canada insieme a band come Say Anything and Attack in Black. La seconda parte del progetto, The Alchemy Index Vols. III & IV, venne ufficialmente pubblicata il 15 aprile 2008. Il 15 settembre 2009 esce il nuovo album di studio della band, Beggars, pubblicato dalla Vagrant come i due precedenti.

## Formazione
- Dustin Kensrue – voce, chitarra
- Teppei Teranishi – chitarra
- Eddie Breckenridge – basso
- Riley Breckenridge – batteria

## Discografia
Album in studio
- 2001 – Identity Crisis
- 2002 – The Illusion of Safety
- 2003 – The Artist in the Ambulance
- 2005 – Vheissu
- 2007 – The Alchemy Index Vols. I & II
- 2008 – The Alchemy Index Vols. III & IV
- 2009 – Beggars
- 2011 – Major/Minor
- 2016 – To Be Everywhere Is to Be Nowhere
- 2018 – Palms
- 2021 – Horizons/East